# Doris (nereida)
|  | Per a altres significats, vegeu «Doris (mitologia)». |

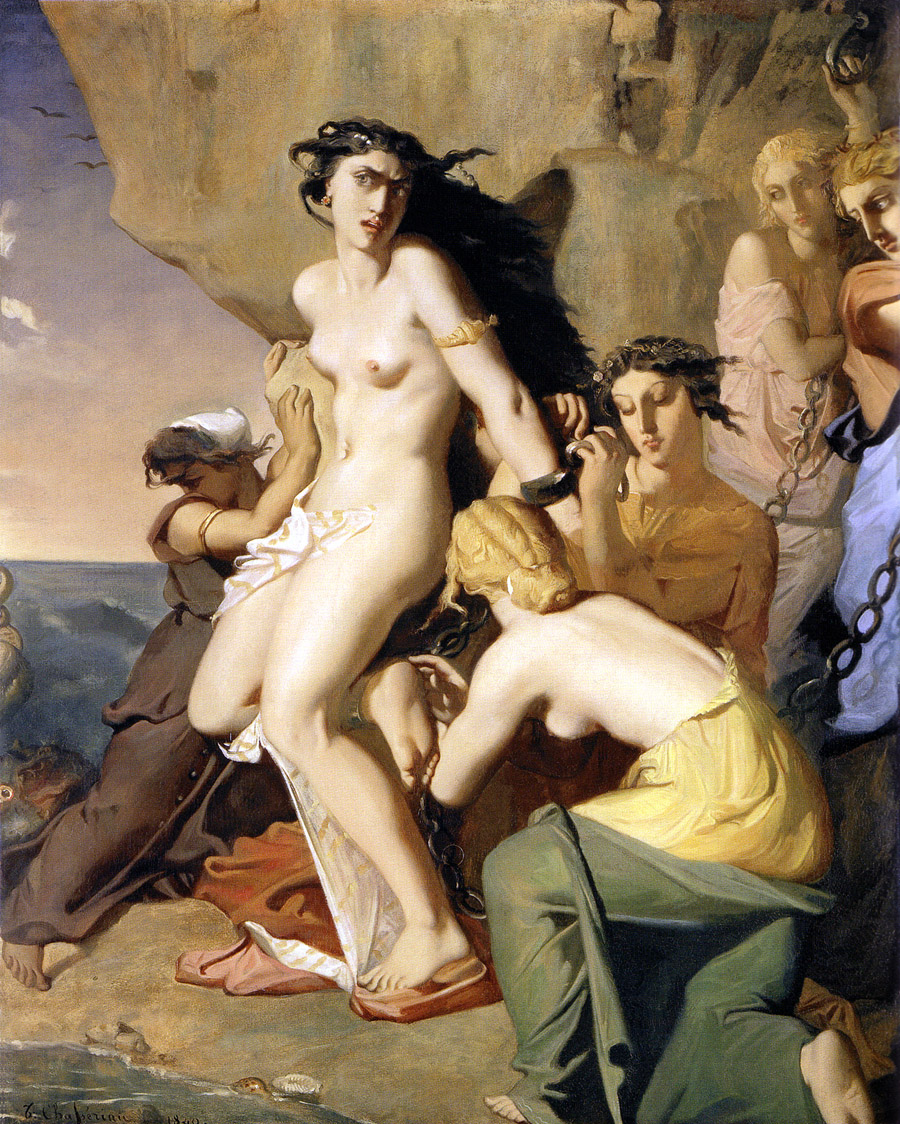
"Andròmeda encadenada per les Nereides" de Théodore Chassériau (1840).

Doris (en grec antic Δωρίς) va ser segons la mitologia grega, una de les cinquanta Nereides, filla de Nereu, un déu marí fill de Pontos, i de Doris, una nimfa filla d'Oceà i de Tetis. És una de les dotze nimfes que mencionen tres dels autors que ens han deixat llistes sobre elles, Homer, Hesíode, i Gai Juli Higí.
Homer diu que va ser una de les trenta-dues nereides que van pujar des del fons de l'oceà per arribar a les platges de Troia i plorar, juntament amb Tetis la futura mort d'Aquil·les